# بيت الشباب (شرناق)
بيت الشباب (بالكردية: ئەلکێ، Elkî) هي بلدة كردية في جنوب شرق تركيا وأحد أقضية ولاية شرناق الواقعة في منطقة كردستان تركيا. تنقسم البلدة إلى أربعة أحياء وبلغ عدد سكانها 5,340 نسمة في عام 2021.